# Tiroteo de Kouré de 2020
El tiroteo de Kouré fue un tiroteo masivo que ocurrió en Níger el 9 de agosto de 2020. El ataque dejó al menos 8 civiles muertos, seis franceses y dos nigerinos. El ataque tuvo lugar en Kouré, una comunidad rural de la región de Tillabéri.

## Fondo
La región de Tillabéri, que se encuentra al oeste de Níger y limita con Mali y Burkina Faso, es en gran medida inestable y ha sido utilizada como escondite por varios grupos yihadistas del Sahel, incluido el Estado Islámico del Gran Sahara (ISGS). Desde 2018, estos grupos terroristas se han extendido por toda la región del Sahel, provocando la muerte de cientos de militares y civiles en ataques esporádicos. Como resultado de los ataques, la región ha visto grandes avances en materia de seguridad, como la construcción de una nueva base aérea estadounidense. En un esfuerzo por combatir a los terroristas, el gobierno de Níger también restringió el uso de motocicletas en enero de 2019. A pesar de esto, partes de las regiones de Tillabéri y Tahoua permanecen bajo estado de emergencia y el gobierno francés advierte a la gente que no visite grandes áreas de Níger.

## Tiroteo
El tiroteo se produjo alrededor de las 11:30 horas (10:30 GMT), seis kilómetros (cuatro millas) al este de la localidad de Kouré, departamento de Kollo, región de Tillabéri, donde se encuentra un parque de vida silvestre. La región es visitada por turistas y supuestamente alberga las últimas jirafas de África occidental. En el ataque murieron ocho personas. Las víctimas fueron identificadas como dos nigerinos, uno de los cuales era el presidente de los guías del parque y el otro el conductor del grupo, ambos de 50 años; los otros seis eran ciudadanos franceses, todos ellos trabajadores humanitarios de entre 25 y 30 años. El Estado Islámico se atribuyó la responsabilidad del ataque. Siete de las víctimas fueron asesinadas a tiros, mientras que la mujer francesa que inicialmente escapó fue posteriormente secuestrada y asesinada; En el lugar se encontró un cargador vacío. "Ellos [los atacantes] llegaron en motocicletas por el monte y esperaron la llegada de los turistas", dijo el gobernador.